# Paolo Bizzeti
Paolo Bizzeti (Firenze, 22 settembre 1947) è un vescovo cattolico italiano, dal 25 novembre 2024 già vicario apostolico dell'Anatolia.

## Biografia
Paolo Bizzeti è nato a Firenze il 22 settembre 1947.

### Formazione e ministero sacerdotale
Ha conseguito la licenza in filosofia presso la Pontificia facoltà di filosofia Aloisianum di Gallarate, il baccalaureato in teologia presso la Pontificia facoltà teologica dell'Italia meridionale, sezione "San Luigi", di Napoli e la laurea in lettere e filosofia presso l'Università di Bologna con una tesi sul libro della Sapienza che poi ha pubblicato.
Il 22 novembre 1966 è entrato nella Compagnia di Gesù. Il 21 giugno 1975 è stato ordinato presbitero e il 12 giugno 1982 ha emesso la professione solenne. È stato delegato del padre provinciale per la pastorale vocazionale dal 1981 al 1983 e dal 1988 al 2007; superiore della Residentia "B. A. Baldinucci" a Firenze dal 1988 al 1995; direttore del Centro di Spiritualità "Villa San Giuseppe" a Bologna dal 1995 al 2007; direttore del corso di esercizi spirituali ai vescovi dell'Emilia-Romagna nel 2007; consultore della provincia d'Italia e delegato del padre provinciale per la pastorale giovanile dal 2003 al 2007; rettore dello scolasticato filosofico dell'Aloisianum di Padova dal 2007 al 2013 e rettore della Patavina Residentia Antonianum e direttore del Centro Antonianum per la formazione del laicato di Padova dal 2007 al 2015.
È stato docente in diversi istituti e facoltà in Veneto ed Emilia-Romagna. È specialista di questioni medio-orientali e ha fondato e guida diverse associazioni: l'Associazione Amici del Medio Oriente Onlus, la comunità di famiglie Maranàtha, la Tavola Pellegrini Medio Oriente. A partire dal 1990 ha organizzato e guidato pellegrinaggi nei luoghi ignaziani in Spagna, a Parigi e Roma.

### Ministero episcopale
Il 14 agosto 2015 papa Francesco lo ha nominato vicario apostolico dell'Anatolia e vescovo titolare di Tabe. Il pontefice lo ha scelto per questo incarico su raccomandazione di padre Adolfo Nicolás, preposito generale della Compagnia di Gesù. Ha ricevuto l'ordinazione episcopale il 1º novembre successivo nella basilica di Santa Giustina a Padova dall'arcivescovo Cyril Vasiľ, segretario della Congregazione per le Chiese orientali, co-consacranti l'arcivescovo metropolita di Ravenna-Cervia Lorenzo Ghizzoni e il vescovo di Padova Claudio Cipolla. Ha preso possesso del vicariato il 29 dello stesso mese con una cerimonia nella cattedrale dell'Annunciazione ad Alessandretta.
Dopo due anni ha descritto la Chiesa cattolica in Turchia come "una Chiesa di stranieri che ha operato su un modello occidentale e non ha ancora intrapreso l'opera di inculturazione e ha permesso agli ordini religiosi di operare in modo indipendente senza un occhio alla creazione di una chiesa diocesana".
Ha partecipato alla XV assemblea generale ordinaria del Sinodo dei vescovi che ha avuto luogo nella Città del Vaticano dal 3 al 28 ottobre 2018 sul tema "I giovani, la fede e il discernimento vocazionale".
L'8 luglio 2019 papa Francesco lo ha nominato membro della Congregazione per gli istituti di vita consacrata e le società di vita apostolica.
Il 25 novembre 2024 lo stesso papa ha accolto la sua rinuncia, presentata per raggiunti limiti di età, al governo pastorale del vicariato apostolico dell'Anatolia.
Ha pubblicato diversi articoli e libri di tipo divulgativo su tematiche bibliche e pastorali.
Oltre all'italiano, conosce l'inglese, il tedesco, lo spagnolo e il francese.

## Opere
- Paolo Bizzeti, Il libro della Sapienza: struttura e genere letterario, Brescia, Paideia, 1982.
- Paolo Bizzeti e Marco Pratesi, La Turchia: guida per i cristiani, Bologna, Edizioni Dehoniane, 1990.
- Paolo Bizzeti, Il favo stillante: lectio divina sugli Atti degli Apostoli, Roma, Lipa, 1998.
- Paolo Bizzeti, Fino ai confini estremi: meditazioni sugli Atti degli Apostoli, Bologna, Edizioni Dehoniane, 2008.
- Paolo Bizzeti, Meditazioni sugli Atti degli apostoli, Bologna, Edizioni Dehoniane, 2009.
- Paolo Bizzeti, Turchia. Guida biblica, patristica, archeologica e turistica, Bologna, Edizioni Dehoniane, 2014, ISBN 978-88-10-82099-5.
- Paolo Bizzeti, Sara Selmi e Sebastiano Nerozzi, Desiderare e scegliere. Un percorso spirituale con Ignazio di Loyola, Bologna, Edizioni Dehoniane, 2018.

## Genealogia episcopale e successione apostolica
La genealogia episcopale è:
- Patriarca Geremia II Tranos
- Arcivescovo Michal Rahoza
- Arcivescovo Hipacy Pociej
- Arcivescovo Iosif Rucki
- Arcivescovo Antin Selava
- Arcivescovo Havryil Kolenda
- Arcivescovo Kyprian Žochovs'kyj
- Arcivescovo Lev Zaleski
- Arcivescovo Jurij Vynnyc'kyj
- Arcivescovo Luka Lev Kiszka
- Vescovo György Bizánczy
- Vescovo Inocențiu Micu-Klein, O.S.B.M.
- Vescovo Mihály Emánuel Olsavszky, O.S.B.M.
- Vescovo Vasilije Božičković, O.S.B.M.
- Vescovo Grigore Maior, O.S.B.M.
- Vescovo Ioan Bob
- Vescovo Samuel Vulcan
- Vescovo Ioan Lemeni
- Arcivescovo Spyrydon Lytvynovyč
- Arcivescovo Josyf Sembratowicz
- Cardinale Sylwester Sembratowicz
- Arcivescovo Julian Kuiłovskyi
- Arcivescovo Andrej Szeptycki, O.S.B.M.
- Arcivescovo Ivan Bučko
- Arcivescovo Myroslav Marusyn
- Vescovo Slavomir Miklovš
- Arcivescovo Cyril Vasiľ, S.I.
- Vescovo Paolo Bizzeti, S.I.

La successione apostolica è:
- Vescovo Antuan Ilgit, S.I. (2023)